# Hiroyuki Takei
Hiroyuki Takei (武井宏之?, Takei Hiroyuki; Yomogida, 15 maggio 1972) è un fumettista giapponese.
Il suo talento di disegnatore viene immediatamente notato nei primi anni novanta, quando, dopo la prima serie creata per una fanzine, diventa subito l'assistente di due famosi mangaka del tempo: Nobuhiro Watsuki (Kenshin - Samurai vagabondo) e Tamakichi Sakura (Shiawase no katachi).
Il suo debutto vero e proprio come mangaka avviene con la pubblicazione nel celebre settimanale giapponese Weekly Shônen Jump del suo manga Butsu Zone nel 1997. Tra i più grandi successi si annovera il manga Shaman King, sempre pubblicato per la rivista della Shūeisha.
È amico di Eiichirō Oda, autore del famoso manga One Piece, che fu a sua volta un assistente di Watsuki.

## Biografia

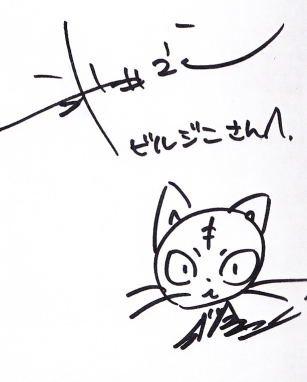
Firma del mangaka

Hiroyuki Takei ha iniziato a disegnare manga con lo scrittore EXIAD su SD Département Store Series che hanno creato appositamente per una fanzine. All'inizio della sua carriera, è diventato l'assistente di Tamakichi Sakura per la serie Shiawase no katachi (しあわせのかたち? lett. "La forma della felicità") del 1992 dove assunse lo pseudonimo di Kame-san (カメさん?) e di Kōji Kiriyama, autore di Ninku. In quel periodo, ha anche presentato il suo primo yomikiri Dragdoll Group al Premio Tezuka, ma fu respinto. Nel 1994, Takei ha presentato il suo racconto Anna l'Itako al 48º Premio Tezuka e ha vinto la menzione d'onore. Successivamente è stato presentato a Nobuhiro Watsuki ed è diventato il suo assistente insieme ad Eiichirō Oda per la serie Kenshin - Samurai vagabondo.
Takei ha pubblicato il suo racconto Desu Zero nello speciale invernale di Weekly Shōnen Jump e Butsu Zone nello speciale estivo del 1996. Una versione rielaborata di Butsu Zone è diventata la sua prima serie manga serializzata su Weekly Shōnen Jump nel 1997. La serie più longeva di Takei, Shaman King, ha iniziato la serializzazione sempre su Weekly Shōnen Jump di Shūeisha nel 1998, anche se è stato costretto a concludere la storia in anticipo nel 2004. Nel 2007, tre anni dopo la conclusione di Shaman King, è tornato a pubblicare una nuova serie su Shônen Jump, ovvero Jumbor Safety Edition. La storia è ambientata in un lontano futuro dove i lavoratori edili pilotano i mecha. Uno di loro, un uomo di trent'anni, viene ucciso per salvare la sua squadra e i suoi ricordi vengono impiantati in un clone dell'età di cinque anni che però vanta di un corpo molto potente che userà per far risorgere lo scomparso paese di Dovork. La serie è stata cancellata dopo dieci capitoli ed è stata raccolta in un unico volume.
Durante il Jump Festa 2008, Shūeisha ha annunciato una nuova edizione in formato kanzenban di Shaman King. Questa versione presenta l'intera serie in 27 volumi caratterizzati da nuove copertine e il vero finale mai pubblicato in precedenza. Il 4 marzo 2008, Shūeisha ha annunciato che Takei avrebbe collaborato a Ultimo con il fumettista statunitense Stan Lee. Il progetto è stato lanciato con la nuova rivista spin-off di manga Jump SQ.II il 18 aprile 2008. L'annuncio della loro collaborazione è stato fatto nel numero di aprile della testata Jump Square.
A partire dal 2010, Takei ha lavorato a due serie mensili, la prima è Jumbor scritta da Hiromasa Mikami (御上裕真?, Mikami Hiromasa) e tuttora in corso e Ultimo con Stan Lee. Dal 2015 al 2018 ha lavorato alla serie Nekogahara.
Il 15 febbraio 2017, rispondendo alla domanda di un fan, Hiroyuki Takei ha rivelato sul suo account Twitter ufficiale di aver ricevuto un'offerta per un remake della sua opera più famosa, Shaman King, ma ha dovuto rifiutarla perché non era possibile utilizzare i doppiatori originali dell'anime e la relativa colonna sonora. Nel giugno 2020 è stata annunciata una nuova serie televisiva anime, che è stata trasmessa in Giappone dal 1º aprile 2021 al 21 aprile 2022 e ha visto la partecipazioni di diversi doppiatori della serie anime del 2001.

## Influenze
Takei ha nominato le serie di Hirohiko Araki Le bizzarre avventure di JoJo e Baoh come i suoi manga preferiti quando era più giovane. In un'intervista con la rivista statunitense Shonen Jump, ha anche citato Taiyo kosoku di Baru, L'Immortale di Hiroaki Samura e Hellboy di Mike Mignola come preferiti. Takei è stato anche influenzato dai fumetti americani, dagli anime mecha e da Osamu Tezuka.

## Opere

### Serie
- Butsu Zone (1997)
- Shaman King (1998-2004)
- Jumbor Safety Edition (2007)
- Ultimo (2009-2015), in collaborazione con Stan Lee[20]
- Jumbor (2010-in corso)
- Shaman King: Zero (2011-2014)
- Shaman King Flowers (2012-2014)
- Hyper Dash! Yonkuro (2015-in corso)
- Nekogahara (2015-2018)
- Shaman King: The Super Star (2018-in corso)[21]
- Shaman King: Red Crimson (2018-2020)[22]
- Shaman King: Marcos (2020-2022)[23]
- Mini 4 King (2021-in corso), in collaborazione con Yūki Imada[24][25]

### One-shot
- Anna l'Itako (Itako no Anna) (1994), storia breve inserita nell'ultimo tankōbon di Butsu Zone
- Desu Zero (1996), in Italia si trova alla fine del secondo volume di Butsu Zone
- Butsu Zone (1996)
- Exotica (2003)
- Ultimo: 0 (2009)
- Jumbor (2009)
- Jumbor (2010)
- Little Battlers eXperience – Kaidō Jin Gaiden (2011)
- Little Battlers eXperience – Boost Gaiden (2011)
- Yahabe (2012)

### Altro
- SD Hyakkaten
- Sabaki no Kaminari
- Doragu Doll Dan
- Il poema di Funbari (2004), racconto di Shaman King